# 2,4-Дитиапентан
2,4-Дитиапентан, бис-(метилтио)-метан, «трюфелевый сульфид» — сероорганическое соединение. Наиболее известно как важный компонент трюфелей, вызывающий их специфический запах. Главный синтетический ароматический компонент т. н. «трюфелевого масла» на основе оливкового.

## История
Хорст Бёме и Роберт Маркс из Берлинского университета сообщили о синтезе в 1941 году. Четверть века спустя А. Фиекки и коллеги из Миланского университета и компании San Giorgio Essences (Турин) выделили его из белых трюфелей (Tuber magnatum) и продемонстрировали, что он является основным компонентом запаха этого гриба. Запах чистого вещества напоминает свежеприготовленную горчицу.

## Физические свойства и химические свойства
2,4-Дитиапентан — это бесцветная или бледно-желтая маслянистая жидкость, имеющая сильный запах. Молярная масса составляет 108,226 г/моль, а плотность — 1,059 г/см³. Данное вещество кипит при температуре 147—148 °C.
В воде не растворяется.

## Получение
Это вещество получают из реакции метилмеркаптана (основное ароматическое соединение при запахе ног и галитозе — неприятном запахе изо рта), и формальдегида в кислой среде.
{\displaystyle {\ce {2CH3-SH + H2C=O -> CH3-S-CH2-S-CH2 + H2O}}}

## Нахождение в природе
2,4-Дитиапентан обнаруживается как ароматический компонент в некоторых разновидностях трюфелей. Также было обнаружено, что оно встречается в природе, в гниющей древесине некоторых видов рода Lecythis (деревья, которые распространены в Южной Америке).

## Использование
Синтетический аналог применяется как основная ароматическая добавка в трюфельных продуктах коммерческого направления, например трюфельное масло, трюфельная соль, трюфельные пасты и др.